# Profisch
Profisch ist eine zum Ortsteil Schweina der Stadt Bad Liebenstein gehörende Kleinsiedlung im Wartburgkreis in Thüringen.
Profisch befindet sich am östlichen Rand des Moorgrundes und liegt, von drei Teichen umgeben, an einem landwirtschaftlichen Verbindungsweg von Schweina nach Witzelroda. Schweina liegt einen Kilometer, die Kreisstadt Bad Salzungen etwa sieben Kilometer entfernt.

## Geschichte
Im 13. Jahrhundert zählte das Dorf Profisch zum Burgbezirk der Burg Frankenstein. Im Jahr 1325 wurde es als Bruchfischa in einer Urkunde erwähnt, Heinrich von Frankenstein veräußerte aus Geldnot den Grundbesitz Bruchfischa dem Grafen Berthold von Henneberg. Zuvor fand auch ein Lehenswechsel statt: Wetzel von Stein hatte dieses Lehen an den Salzunger Ritter Wolfram Schrimpf verkauft.
Der Hennebergsche Besitz wechselte 1353 mit dem Erbgut der Katharina von Henneberg an den Thüringer Landgrafen Friedrich den Strengen. Von diesen wurde es dem Altensteiner Burggut (Amt Altenstein) zugeschlagen und teilte dessen weiteres Schicksal.
Die Sachsen-Meininger Kammerverwaltung begann im 18. Jahrhundert mit einem Aufbau von landwirtschaftlichen Mustergütern, den sogenannten Domainen. Auch Profisch wurde 1722 in eine Domaine umgewandelt und verfügte nach einer Amtsbeschreibung über 186 Acker Artland, 29 Acker Wiesen und fünf Acker Teiche. Beim Gut befanden sich auch zwei Quellbäche, die zur Forellenzucht geeignet waren. Bis 1915 blieb Profisch im Eigentum der herzoglichen Domänenverwaltung und wurde von Pächtern bewirtschaftet. Die zum Teil recht ertragreichen Ackerflächen und das Gut wurden nach dem Ende des Ersten Weltkrieges zum Kauf angeboten und so auf verschiedene Besitzer verteilt.

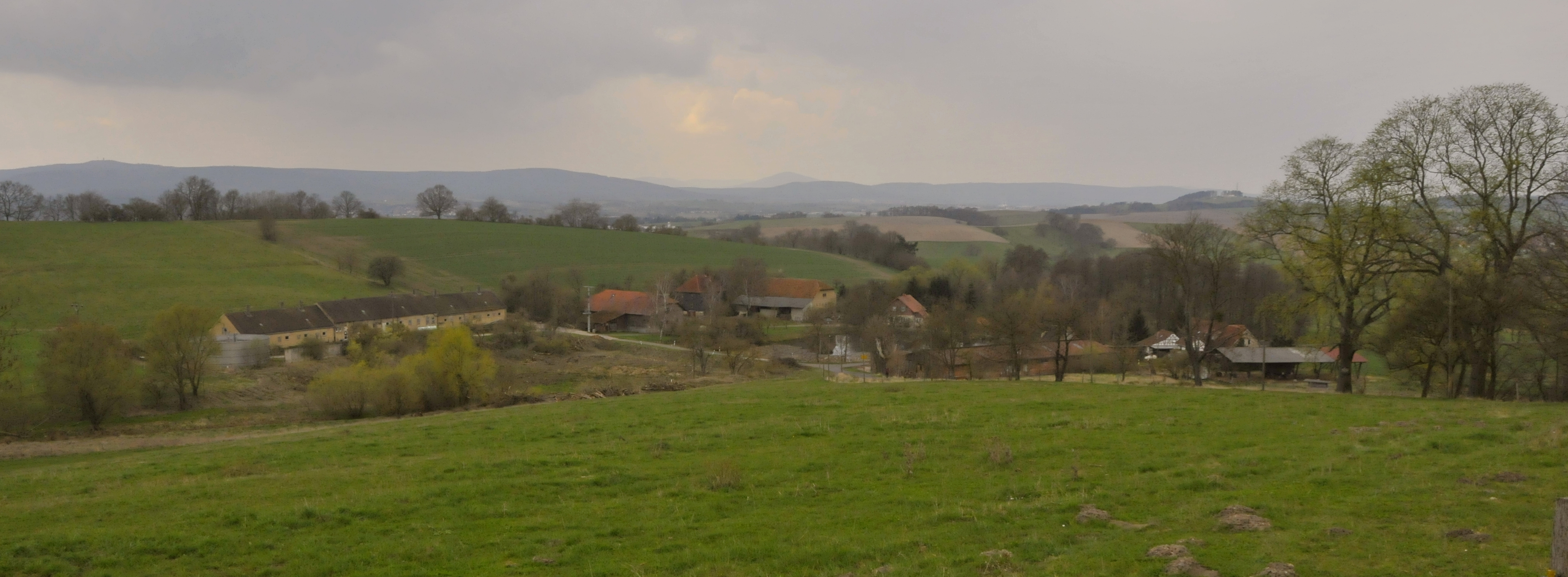
Profisch vom Lutherweg gesehen (aus Nordost)

Seit 2011 führt ein Zweig des Thüringer Lutherweges an Profisch dicht nördlich vorbei, der bereits gut ausgestattete Wander- und Radweg verbindet Profisch mit den Nachbarort Gumpelstadt und Schweina, als Fernziele können auch die Wartburgstadt Eisenach oder Schmalkalden bequem erreicht werden.